# Breza (Námestovo)
Breza je naseljeno mjesto u okrugu Námestovo u Žilinskom kraju u Slovačkoj.

## Stanovništvo
| Godina:     | 1993. | 2003.   | 2013.   | 2023.   |
| ----------- | ----- | ------- | ------- | ------- |
| Broj ljudi: | 1386  | 1506    | 1588    | 1636    |
| Razlika:    |       | +8,65 % | +5,44 % | +3,02 % |

| Godina:     | 2022. | 2023.   |
| ----------- | ----- | ------- |
| Broj ljudi: | 1642  | 1636    |
| Razlika:    |       | -0,36 % |

Prema podatcima o broju stanovnika iz 2023. godine naselje je imalo 1636 stanovnika.

## Vanjske poveznice
|  | Zajednički poslužitelj ima još gradiva o temi Breza (Námestovo) |

- Službena stranica naselja (sl.)